# Hear You Me
Hear You Me — песня американской альтернативной группы Jimmy Eat World из их четвёртого студийного альбома Bleed American, выпущена вместе со всем альбомом 18 июля 2001 года. В альбоме является шестым треком по порядку.
Являясь рок-балладой, песня основана на спокойной минорной акустической мелодии и постепенно перетекает в пауэр-поп-песню, построенную вокруг гитарного соло и органных аккордов. Является одной из немногих песен группы, где присутствует женский вокал.

## История создания
Hear You Me была написана как дань памяти сёстрам Карли и Майкел Аллан, активным участницам фанатского сообщества групп Jimmy Eat World и Weezer, погибшим в автокатастрофе, возвращаясь домой после концерта первых. В целом Джим Эдкинс, лидер группы, заявлял, что песня посвящается всем умершим друзьям и близким людям.
Первая версия песни была написана ещё до выпуска Clarity и вышла в январе 1998 года на трибьют-компиляции нескольких групп «Hear You Me! A Tribute to Mykel and Carli», посвящённой покойным сёстрам и нацеленном на сбор средств для членов их семьи. Спустя два года песня была перезаписана в рамках сессий для альбома Bleed American, на котором и была выпущена официально.

## Популярность
Несмотря на то, что песня не являлась синглом, она также нашла свою популярность, входя в список наиболее известных песен группы и исполняемых ею на каждом концерте.
В 2024 году песня получила серебряную сертификацию на основе прослушиваний в Великобритании.
Каверы на Hear You Me выпускали такие известные группы, как Paramore, Valencia или Yellowcard.
Песня входит в саундтреки фильмов «Эффект бабочки (2004)», «История золушки (2004)», а также сериала «Холм одного дерева (2003–2012)».
Издание Loudwire назвало песню лучшим из образцов эмо-баллады.

## Участники записи
Jimmy Eat World
- Джим Эдкинс — вокал, гитара.
- Том Линтон — гитара, орган.
- Зак Линд — ударная установка.
- Рик Берч — бас-гитара.

Дополнительный персонал
- Рейчел Хэйден — бэк-вокал.
- Джефф Клеинсмит — арт-директор.
- Марк Тромбино — продюсирование, сведение, мастеринг.
- Джастин Смит – помощник звукорежиссера.